# Station Mostki
Station Mostki is een spoorwegstation in de Poolse plaats Mostki.